# Aranyhaj – Örökkön örökké
Az Aranyhaj – Örökkön örökké (eredeti cím: Tangled Ever After) 2012-ben bemutatott amerikai 3D-s számítógépes animációs film, melyet Nathan Greno és Byron Howard rendeztek. Az animációs játékfilm producere Aimee Scribner. A forgatókönyvet Dan Fogelman írta. A zenéjét Alan Menken szerezte. A mozifilm gyártója a Walt Disney Pictures, forgalmazója a Buena Vista. Műfaja romantikus fantasy-filmvígjáték. Ez a 2010-ben készíttet rövidfilm történetileg az Aranyhaj és a nagy gubanc című egész estés film folytatása.
Amerikában 2012. január 13-án mutatták be a mozikban, Magyarországon a Disney Channel-ön vetítették le a televízióban.

## Ismertető
Aranyhaj és Nyálas Eugén a nagy nap előtt állnak, összeházasodnak, de Pascal és Maximus elvesztik a gyűrűt. Ezzel egy kaland kezdődik el számukra. Végül elkapják a gyűrűket és visszaviszik. Ebből a pár semmit sem vesz észre.

## Szereplők
| Szereplők             | Szereplők            | Eredeti hang       | Magyar hang            |
| Magyarul              | Angolul              | Eredeti hang       | Magyar hang            |
| --------------------- | -------------------- | ------------------ | ---------------------- |
| Aranyhaj              | Rapunzel             | Mandy Moore        | Csifó Dorina           |
| Nyálas Eugén          | Flynn Rider          | Zachary Levi       | Tokaji Csaba           |
| Pap                   | Priest               | Alan Dale          | Versényi László        |
| Tömpe törpe           | Short Thug           | Paul F. Tompkins   | Csuha Lajos            |
| Királynő              | Queen of Corona      | Kari Wahlgren      | Menszátor Magdolna     |
| Galamb tartó          | Dove Caller          | Mark Allan Stewart | Horváth-Töreki Gergely |
| Lámpás csikós         | Lantern Wrangler     | Byron Howard       | Minárovits Péter       |
| Séf                   | Chef                 | Byron Howard       |                        |
| Szurka Piszka fivérek | Stabbington brothers | Nathan Greno       | Bognár Tamás           |
| Szurka Piszka fivérek | Stabbington brothers | Nathan Greno       | Bolla Róbert           |
| Őr                    | Guard                | Nathan Greno       | Holl Nándor            |
| Maximus               | Maximus              | Nathan Greno       | (saját hangjukon)      |
| Pascal                | Pascal               | Frank Welker       | (saját hangjukon)      |
| Serpenyő árus         | Frying Pan Caller    | Matt Nolan         | Oroszi Tamás           |

## Televíziós megjelenések
Disney Channel 